# Saltsjöbaden
Saltsjöbaden è una frazione del comune di Nacka, in Svezia; si trova nella contea di Stoccolma, sulla costa del Mar Baltico.

## Storia
Il 20 dicembre 1938 ha ospitato la firma dell'Accordo di Saltsjöbad presso il Grand Hotel Saltsjöbaden, che nel 1962, 1973 e 1984 ha accolto tre riunioni del Gruppo Bilderberg.

## Toponimo
Il nome significa letteralmente "bagni di mare salato".

## Economia
È un centro turistico molto frequentato a pochi chilometri dalla capitale svedese.

## Architetture
Vi si trovano diversi hotel, tra cui due di gran lusso, e un sanatorio.
L'osservatorio astronomico di Stoccolma è situato nelle sue vicinanze.

## Infrastrutture e trasporti
È dotata di un porticciolo turistico gestito dal Regio Yacht Club.

## Sport
Saltsjöbaden è famosa nel mondo degli scacchi, perché vi si svolsero due importanti tornei interzonali. Nel 1948 (il primo interzonale) vinse David Bronstein e nel 1952 vinse Alexander Kotov.